# 第36回高松宮記念
2006年3月26日に中京競馬場で行われた第36回高松宮記念について詳述する。

## レース施行時の状況
短距離路線の中心を担ってきたデュランダルが引退し、のちに中心を担うだけの成績を残した馬がおらず、混戦が予想された。そのようななかで桜花賞とNHKマイルカップを勝っているラインクラフトが参戦を表明したほか、セントウルステークスや函館スプリントステークスなど勝っていて短距離適性が高いシーイズトウショウ、前年のCBC賞を制したシンボリグラン、芝・ダートどちらの1200メートル競走でも勝ち星を挙げているリミットレスビッドなど18頭が出走することになった。
単勝1番人気はシンボリグラン、2番人気はラインクラフト、3番人気はシーイズトウショウ、以下オレハマッテルゼ、リミットレスビッドと続いた。

## 出走馬と枠順
芝1200m (6ハロン)
天候：晴れ、芝：良馬場
| 枠番 | 馬番 | 競走馬名           | 性齢 | 騎手       | オッズ        | 調教師     |
| ---- | ---- | ------------------ | ---- | ---------- | ------------- | ---------- |
| 1    | 1    | キーンランドスワン | 牡7  | 四位洋文   | 40.3（15人）  | 森秀行     |
| 1    | 2    | トウショウギア     | 牡6  | 赤木高太郎 | 66.6（17人）  | 池上昌弘   |
| 2    | 3    | プリサイスマシーン | 牡7  | 岩田康誠   | 20.4（8人）   | 萩原清     |
| 2    | 4    | マルカキセキ       | 牡5  | 吉田稔     | 17.1（7人）   | 瀬戸口勉   |
| 3    | 5    | マイネルアルビオン | 牡4  | 柴山雄一   | 23.6（10人）  | 畠山吉宏   |
| 3    | 6    | ネイティヴハート   | 牡8  | 内田博幸   | 28.4（12人）  | 坂本昇     |
| 4    | 7    | リミットレスビッド | 牡7  | 田中勝春   | 14.1（6人）   | 加用正     |
| 4    | 8    | ブルーショットガン | 牡7  | 藤岡佑介   | 48.2（16人）  | 武宏平     |
| 5    | 9    | シンボリグラン     | 牡4  | M.デムーロ | 3.3（1人）    | 畠山吉宏   |
| 5    | 10   | カネツテンビー     | 牝7  | 江田照男   | 24.9（11人）  | 武藤善則   |
| 6    | 11   | オレハマッテルゼ   | 牡6  | 柴田善臣   | 9.3（4人）    | 音無秀孝   |
| 6    | 12   | ギャラントアロー   | 牡6  | 幸英明     | 29.7（14人）  | 崎山博樹   |
| 7    | 13   | シーイズトウショウ | 牝6  | 池添謙一   | 5.6（3人）    | 鶴留明雄   |
| 7    | 14   | ラインクラフト     | 牝4  | 福永祐一   | 10.1（5人）   | 瀬戸口勉   |
| 7    | 15   | ウインクリューガー | 牡6  | 中舘英二   | 4.7（2人）    | 松元茂樹   |
| 8    | 16   | タマモホットプレイ | 牡5  | 渡辺薫彦   | 20.8（9人）   | 南井克巳   |
| 8    | 17   | ゴールデンキャスト | 牡6  | 小牧太     | 105.7（18人） | 橋口弘次郎 |
| 8    | 18   | コパノフウジン     | 牡4  | 佐藤哲三   | 29.5（13人）  | 宮徹       |

## レース展開
ギャラントアローが積極的に先頭に立ち、コパノフウジン、プリサイスマシーンがその直後を追走、さらにそれを見るように人気のラインクラフトとシーイズトウショウが続いた。その後ろをオレハマッテルゼがマークする形になり、1番人気のシンボリグランは後方を進んだ。
平均ペースでレースは進み、ギャラントアローが先頭のまま最後の直線へ。直線の入口でプリサイスマシーンとコパノフウジンが内から並びかけ、シーイズトウショウが外めを、さらにその外からラインクラフトが進出する。ちょうどその内と外の間からオレハマッテルゼが抜け出して先頭に立ち、ラインクラフトが猛追したが届かずゴール。オレハマッテルゼがクビ差凌いで1着、ラインクラフトはわずかに届かず2着、シーイズトウショウはその後ろで3着、1番人気のシンボリグランは最速の上がり33秒6を記録して追い上げたものの、6着に終わった。

## 着順と払戻金
| 着順 | 枠番 | 馬番 | 競走馬名           | タイム | 着差      |
| ---- | ---- | ---- | ------------------ | ------ | --------- |
| 1    | 6    | 11   | オレハマッテルゼ   | 1.08.0 | -         |
| 2    | 7    | 14   | ラインクラフト     | 1.08.0 | クビ      |
| 3    | 7    | 13   | シーイズトウショウ | 1.08.3 | 1 3/4馬身 |
| 4    | 2    | 3    | プリサイスマシーン | 1.08.3 | アタマ    |
| 5    | 3    | 6    | ネイティヴハート   | 1.08.3 | アタマ    |
| 6    | 5    | 9    | シンボリグラン     | 1.08.4 | 1/2馬身   |
| 7    | 4    | 7    | リミットレスビッド | 1.08.4 | クビ      |
| 8    | 8    | 17   | ゴールデンキャスト | 1.08.5 | クビ      |
| 9    | 8    | 16   | タマモホットプレイ | 1.08.6 | 1/2馬身   |
| 10   | 5    | 10   | カネツテンビー     | 1.08.7 | 1/2馬身   |
| 11   | 4    | 8    | ブルーショットガン | 1.08.7 | ハナ      |
| 12   | 6    | 12   | ギャラントアロー   | 1.08.8 | 1/2馬身   |
| 13   | 2    | 4    | マルカキセキ       | 1.08.8 | ハナ      |
| 14   | 7    | 15   | ウインクリューガー | 1.08.8 | アタマ    |
| 15   | 8    | 8    | コパノフウジン     | 1.08.9 | クビ      |
| 16   | 1    | 1    | キーランドスワン   | 1.08.9 | クビ      |
| 17   | 3    | 5    | マイネルアルビオン | 1.09.0 | 1/2馬身   |
| 18   | 1    | 2    | トウショウギア     | 1.09.2 | 1 1/2馬身 |

### 払い戻し
| 単勝式 | 11       | 930円    |
| 複勝式 | 11       | 260円    |
| 複勝式 | 14       | 210円    |
| 複勝式 | 13       | 260円    |
| 枠連   | 6-7      | 1,150円  |
| 馬連   | 11-14    | 2,290円  |
| 馬単   | 11→14    | 5,500円  |
| 3連複  | 11-13-14 | 5,240円  |
| 3連単  | 11→14→13 | 36,620円 |
| ワイド | 11-14    | 900円    |
| ワイド | 11-13    | 1,110円  |
| ワイド | 13-14    | 760円    |

## 記録
オレハマッテルゼと管理する音無秀孝調教師はこのレースがG1競走初勝利、騎乗していた柴田善臣は2000年の高松宮記念をキングヘイローで勝って以来6年ぶり通算6勝目、馬主の小田切有一は1985年のオークスをノアノハコブネで勝って以来の実に21年ぶりのG1競走勝利であった。そのノアノハコブネに騎乗していたのが騎手時代の音無であり、騎手としてのG1初勝利と調教師としてのG1初勝利の両方を小田切の所有馬で達成したことになる。

## エピソード
- 柴田は前走の阪急杯、前々走の東京新聞杯も騎手を務め、それぞれ3着、2着に負けている。そのレース内容から1200メートルが合うと考え、音無に当競走への出走を打診している。音無と小田切も柴田と同意見であったため出走が決まった。
- 2006年3月26日に放送された『ドリーム競馬』は東海テレビと関西テレビが共同制作を行い、東海テレビ版の山田雅人と清水美紀が司会進行。関西テレビ版の宮川一朗太、水野麗奈がゲスト出演した。詳細はDREAM競馬#2006年のエピソードを参照のこと。
- 高松宮記念は翌2007年より国際競走に指定されたため、国際GⅠとしてではない高松宮記念はこの競走が最後となっている。

## テレビ・ラジオ実況
- ラジオNIKKEI
  - 実況：山本直也
- 東海テレビ放送
  - 実況：斉藤誠征
  - 解説：大坪元雄（競馬評論家）、草野武志（中日スポーツ）
  - ゲート前リポーター：細江純子（元JRA騎手、競馬評論家）